# Sent Rostesi
Sent Rostesi (francès Saint-Rustice) és un municipi francès situat al departament de l'Alta Garona i a la regió d'Occitània.
El nom prové de l'església parròquial, dedicada a Rústic de Caors, un màrtir local del segle vii.

## Monuments

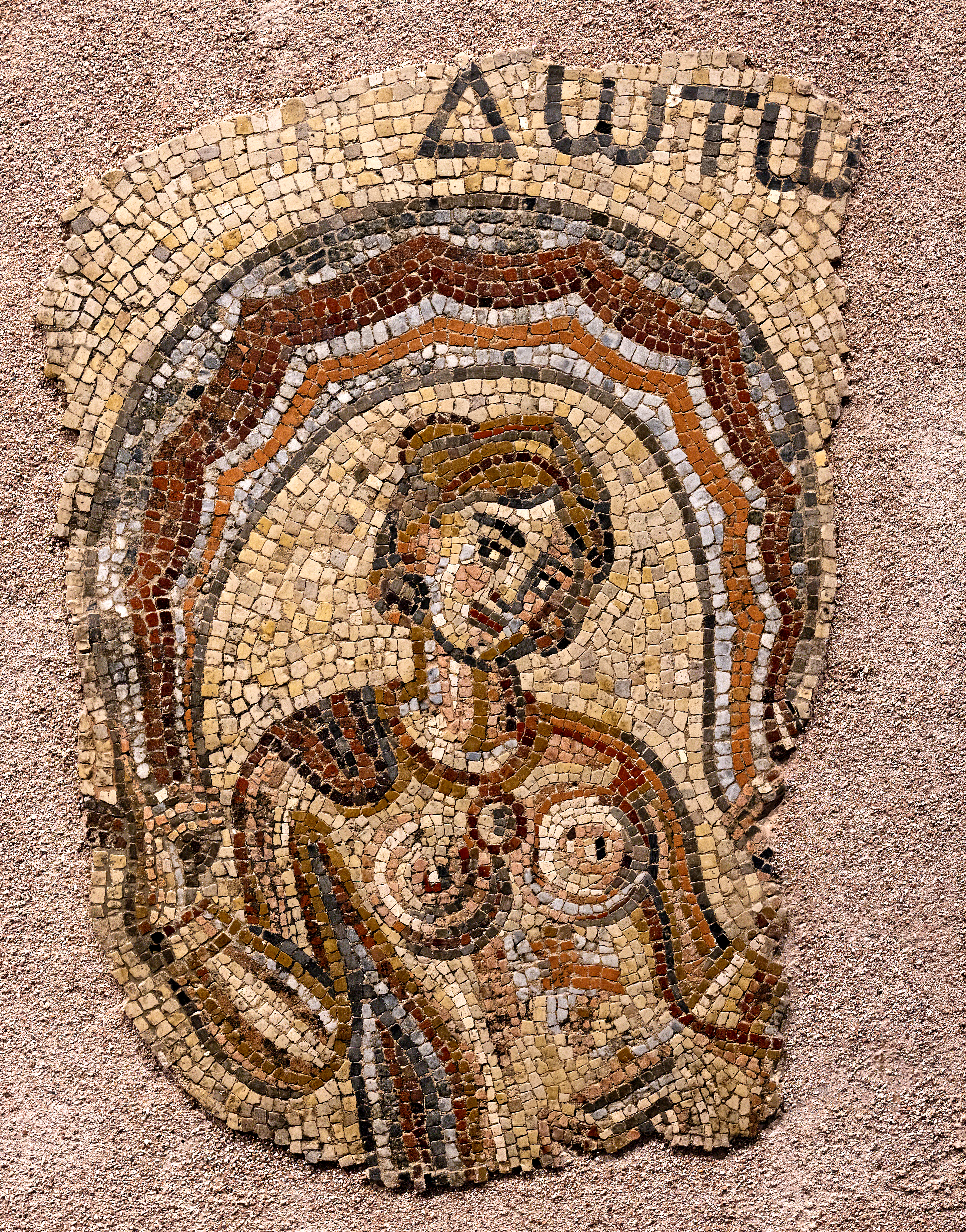
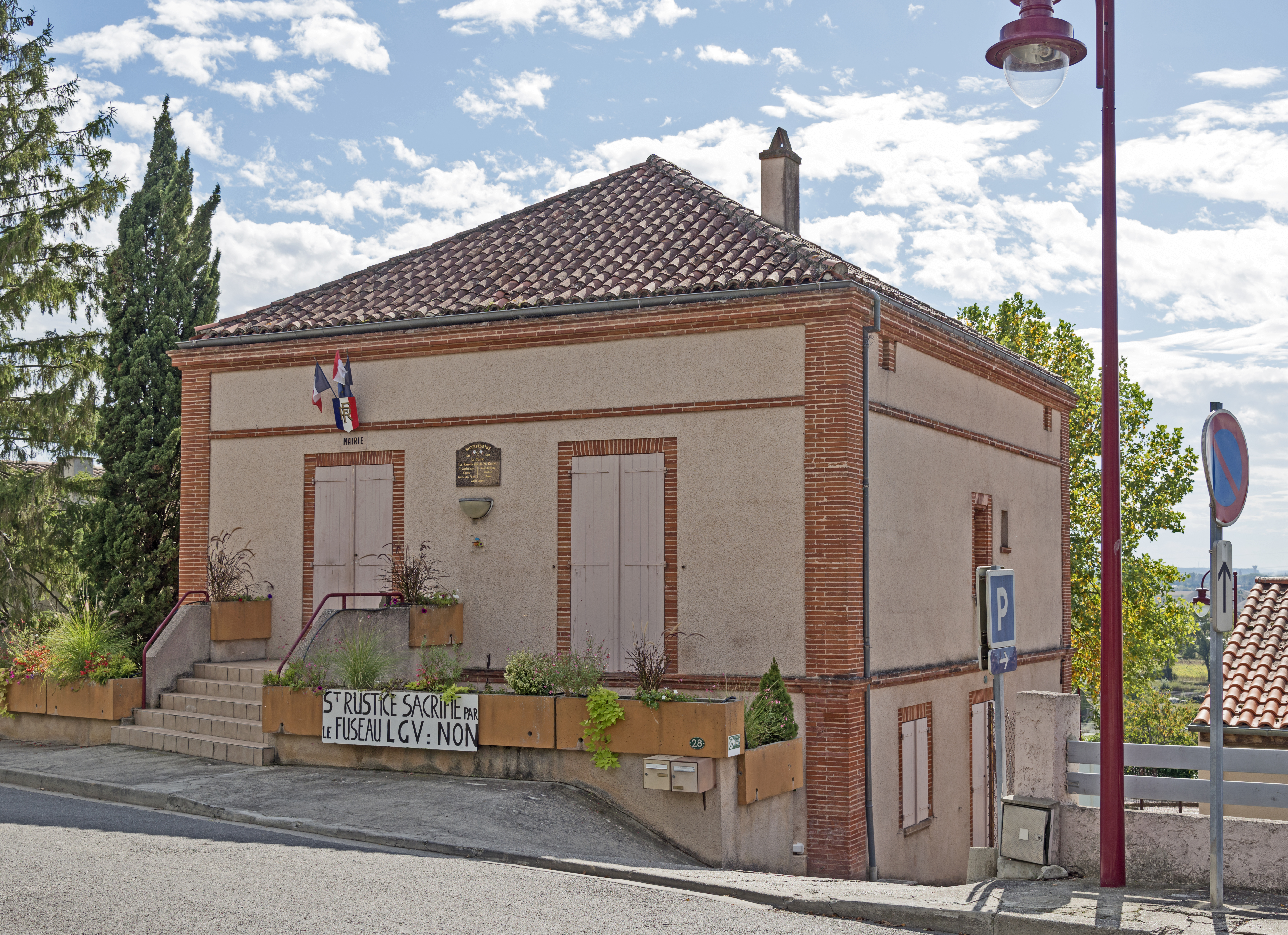
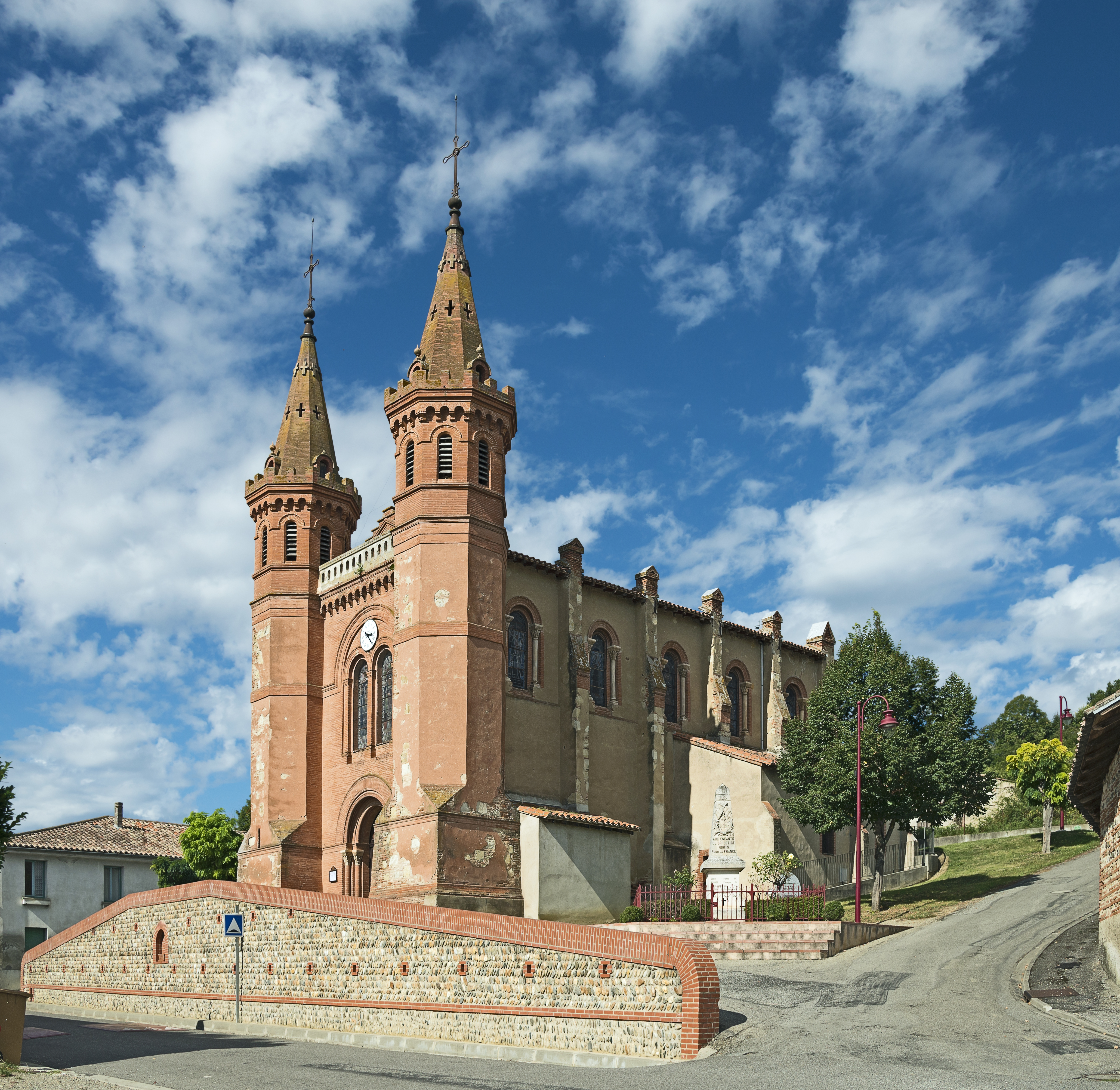